# Ałunit
Ałunit (kamień ałunowy) – minerał, hydroksosiarczan glinu i potasu KAl3[(OH)6/(SO4)2]. Nazwa pochodzi od łac. Alunit (alumen) lub franc. alun = ałun, ponieważ z minerału tego otrzymuje się ałun. 

## Właściwości
Minerał kruchy, przeświecający. Tworzy niewielkie kryształy izometryczne, krystalizuje w układzie trygonalnym. Występuje w skupieniach ziarnistych, zbitych, ziemistych i włóknistych.

## Występowanie
Tworzy się w wyniku procesów powulkanicznych. Stanowi produkt przeobrażeń skaleni potasowych. Spotykany jest w postaci żył wśród skał łupkowych. Występuje z haloizytem, kaolinitem i rudami złota. 
Miejsca występowania: Włochy – Toskania, USA – Nevada, Kolorado, Utah, Australia – Nowa Południowa Walia, Azerbejdżan, Hiszpania, Grecja, Francja.
W Polsce występuje w Sudetach w okolicach Nowej Rudy.

## Zastosowanie
Ważny surowiec do produkcji nawozów potasowych, ałunu – stosowanego przy produkcji papieru, w przemyśle chemicznym, farbiarskim – utrwalanie barwników, w medycynie – powstrzymywanie krwawienia. Kamień kolekcjonerski.